# Unione Nazionale Africana del Tanganica
L'Unione Nazionale Africana del Tanganica, in inglese Tanganyika African National Union (TANU) fu il partito politico protagonista nella lotta per l'indipendenza dello Stato del Tanganica (oggi Tanzania). Il partito fu fondato da Julius Nyerere nel luglio del 1954. A partire dal 1964 venne chiamato Unione Nazionale Africana della Tanzania (Tanzania African National Union). Nel gennaio del 1977 il TANU si è fuso con l'Afro-Shirazi Party (ASP), il partito di governo di Zanzibar, formando il Chama Cha Mapinduzi (CCM), che esiste ancora oggi.

## Politica
La politica sostenuta dal TANU apparteneva alla corrente del socialismo africano. I principali obiettivi del TANU erano la formazione di uno stato socialista economicamente autosufficiente e la lotta alla corruzione e allo sfruttamento. Il partito era anche esplicitamente panafricanista.